# مات بسبي

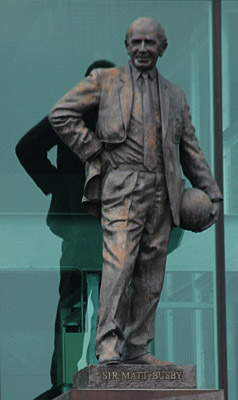
مات بسبي

أليكساندر ماثيو بسبي (بالإنجليزية: Matt Busby)‏، من مواليد 26 مايو 1909 في أوربيستون في إسكتلندا وتوفي في 20 يناير 1994، لاعب كرة قدم إسكتلندي سابق ومدرب كرة قدم سابق.
بدأ مسيرته الكروية مع نادي مانشستر سيتي في عام 1928، ولعب معهم حتى عام 1936، وشارك معهم في 226 مباراة وسجّل 14 هدف، وفي عام 1936 انتقل إلى نادي ليفربول، ولعب معهم حتى عام 1940، وشارك معهم في 118 مباراة وسجل 3 أهداف.
و في عام 1945 بدأ مسيرته التدريبية مع نادي مانشستر يونايتد، وحيث دربهم منذ عام 1945 وحتى عام 1969، ودربهم مرة أخرى في موسم 1970/1971، وكان قد درب منتخب إسكتلندا لكرة القدم في عام 1958. نجى من حادثة ميونخ الجوية .

## مسيرته الكروية
لعب مات بسبي خلال مسيرته الاحترافية مع ناديين في ثلاثة عشر موسمًا وسجل خلالها 15 هدفًا ضمن 337 مباراة. حيث فاز في موسم واحد بالكأس ولم يفز بأي دوري.
خاض مات بسبي مسيرته مع نادي مانشستر سيتي في موسم 1928–29 ليلعب معه ثمانية مواسم، مشاركًا في 202 مباراة سجل خلالها 11 هدفًا. ثم انتقل إلى نادي ليفربول في موسم 1935–36 ليلعب معه خمسة مواسم، حيث شارك في 135 مباراة سجل خلالها 4 أهداف.

## روابط خارجية
- مات بسبي على موقع الاتحاد الإسكتلندي (الإنجليزية)
- مات بسبي على موقع قاعدة بيانات كرة القدم.إي يو (الإنجليزية)
- مات بسبي على موقع ناشيونال فوتبول تيمز (الإنجليزية)
- مات بسبي على موقع Soccerbase.com (مدرب) (الإنجليزية)
- مات بسبي على موقع عالم كرة القدم.نت (الإنجليزية)
- مات بسبي على موقع أوليمبيديا (الإنجليزية)
- مات بسبي قاعة قاعة إسكتلندا للمشاهير الرياضية (الإنجليزية)